# Matematica babiloniană

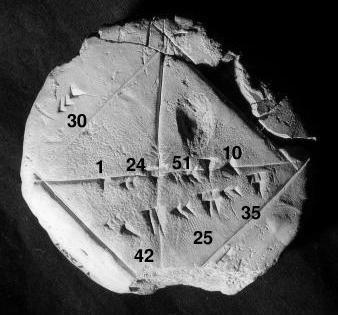
Aproximare a lui √2 cu 5 cifre zecimale pe tăbliţa babiloniană YBC 7289.

Matematica mesopotamiană se referă la matematica locuitorilor Mesopotamiei (Irakul modern) din perioada timpurie sumeriană, trecând prin perioada elenistică, până aproape de începuturile creștinismului. Numele de matematică babiloniană se datorează Babilonului, ca centru de studiu. Mai târziu, sub imperiul arab, Mesopotamia, în special Bagdadul, a devenit, odată în plus, un centru important de studiu pentru matematicienii islamici.

## Izvoare istorice
Spre deosebire de dovezile puține ale matematicii egiptene, cunoștințele noastre despre matematica babiloniană provin din cele aproximativ 400 de tăblițe din argilă, descoperite de arheologi începând cu anul 1850. Scrise în grafia cuneiformă, tăblițele au fost inscripționate în timp ce argila era încă moale și arse apoi în cuptoare sau la soare.

Dovezile timpurii ale textelor matematice datează din perioada sumeriană, în care au aparut primele civilizatii în Mesopotamia. Atunci s-a dezvoltat un sistem complex de metrologie, datând din mileniul al IV-lea î.Hr.. La mijlocul mileniului al III-lea î.Hr., sumerienii au scris tabele de înmulțire pe tăblițe de argilă, făceau exerciții geometrice și probleme de divizibilitate. Primele dovezi ale numerelor babiloniene datează de asemenea din aceasta perioadă.

Majoritatea tăblițelor din argilă descoperite datează din perioada 1800-1600 Î.Hr., în cadrul acestora fiind tratate subiecte precum fracții, ecuații pătratice și cubice, calculul unor numere remarcabile. De asemenea, tăblițele includeau tabele de înmulțire și metode de rezolvare a ecuațiilor liniare și pătratice. Tăblița babiloniană YBC 7289 dă o aproximare a lui √2 cu 5 cifre zecimale.

## Numerele babiloniene

Numerele de la 1 la 59 în sistemul numeric sexazecimal folosind grafia babiloniană.

Matematicienii babilonieni foloseau sistemul numeric sexazecimal (cu baza 60). De aici provine împărțirea în zilele noastre a unui minut în 60 de secunde, a unei ore în 60 de minute și faptul că un cerc are 360 de grade, iar secundele și minutele unui grad indică fracțiile acelui grad. 
Progresele babilonienilor în matematică au fost facilitate de faptul că numărul 60 are mulți divizori. În sistemul numeric babilonian, cifrele scrise pe coloana din stânga reprezentau valori mult mai mari decât în sistemul numeric zecimal. Le lipsea însă echivalentul unei zecimi.